# Cap d'Agde
Cap d'Agde is een badplaats met 14 km strand ten oosten van Béziers in het Franse departement Hérault. Het maakt deel uit van de gemeente Agde. Het ligt in het zuiden van Frankrijk, niet ver van Montpellier.
Cap d'Agde is bereikbaar via de A9 vanaf Nîmes.

## Geologie
De kaap is gevormd door een lavastroom afkomstig van de Mont Saint-Loup. De rotsen hebben een heterogene structuur, bestaande uit basalt en tufsteen, en vormen een klif die 20 meter uitsteekt boven de zee. Ten zuiden en ten noordoosten bevinden zich twee zanderige kreken. Een kilometer in zee, voor de pier (de Môle Richelieu) bevindt zich een eiland, het Île de Brescou.

## Geschiedenis
Agde was vroeger een schuilplaats voor zeelieden. In de 17e eeuw besluit Richelieu een haven te bouwen met een pier. Op het Île de Brescou werden een vuurtoren en een fort gebouwd, het Fort Brescou. De plannen om een dijk te bouwen vanop de kaap zuidwaarts naar het eiland bleven onuitgevoerd. In de zeventiger jaren van de 20e eeuw wordt de badplaats gebouwd.

## Toerisme

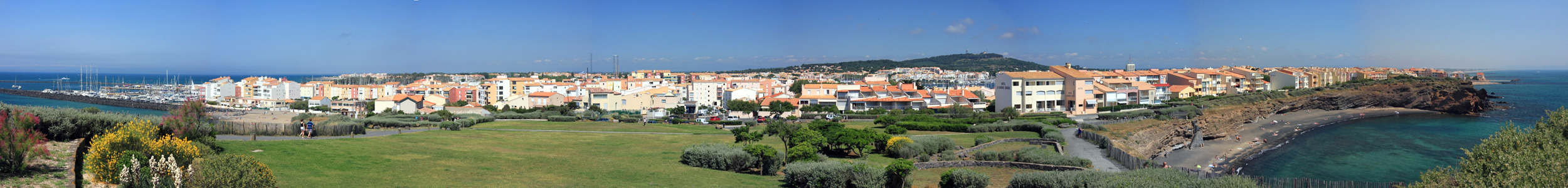
Cap d'Agde

Cap d'Agde leeft vooral in de zomer op van het vele toerisme. Onder jongeren is Cap d'Agde een populaire plek.

### Bezienswaardigheden
- Agde Adventure, avonturenpark
- Aquarium
- Aqualand, waterpretpark
- Île des Loisirs

### Stranden
- Grande
- Plage du Môle
- Plage Richelieu
- Plage de Rochelongue
- Plagette

### Naturisme
Ten noorden van de ingang van de noordelijke haven ligt de naturistische wijk, of het naturistische dorp (Quartier Naturiste of Village Naturiste), het meest bezochte naturistenterrein ter wereld. Het heeft een omvang van een klein dorp met een 2 km lang zandstrand (een van de eerste naaktstranden in Europa).
Het Cap d'Agde station is ook beroemd om het swingen, ook op de naaktstranden.